# José Antonio Campuzano
Pour les articles homonymes, voir José Rodríguez, Rodríguez, José Pérez, Pérez et Campuzano.
José Antonio Rodríguez Pérez dit « José Antonio Campuzano », né le 30 janvier 1954 à Écija (Espagne, province de Séville), est un ancien matador espagnol.

## Présentation

### Carrière
- Débuts en public : Gerena (Espagne, province de Séville) le 30 septembre 1971.
- Alternative : Séville (Espagne) le 29 avril 1973. Parrain, Luis Miguel Dominguín ; témoin, « Paquirri ». Taureaux de la ganadería de Carlos Núñez.
- Confirmation d’alternative à Madrid : 27 juin 1973. Parrain, Luis Miguel Dominguín ; témoin, « El Viti ». Taureaux de la ganadería de Enrique Martín Arranz.
- Confirmation d’alternative à Mexico : 5 janvier 1992. Parrain, Curro Rivera ; témoin, César Pastor. Taureaux de la ganadería de Javier Garfias.